# Карл Шведский, герцог Вестергётландский
Карл Шведский, герцог Вестергётландский (швед. Carl av Sverige, hertig av Västergötland, при рождении Оскар Карл Вильгельм Шведский и Норвежский (швед. Oscar Carl Wilhelm av Sverige och Norge), 27 февраля 1861, Королевский дворец в Стокгольме, Стокгольм — 24 октября 1951, Стокгольм, Швеция) — принц шведский и норвежский из династии Бернадотов, третий сын короля Шведского и Норвежского Оскара II и Софии Нассауской, брат короля Густава V, герцог Вестергётландский.

## Биография

### Ранняя жизнь
Оскар Карл Вильгельм, принц Шведский и Норвежский родился 27 февраля 1861 года в Королевском дворце в Стокгольме. Принц — третий сын наследного принца Оскара, сына короля Оскара I и Жозефины Лейхтенбергской, и Софии, принцессы Нассауской, дочери герцога Вильгельма I Нассауского и его второй супруги Паулины Вюртембергской. У него уже было два старших брата: Густав и Оскар. В 1865 году родился младший ребёнок принц Евгений. Когда мальчику исполнилось одиннадцать лет, отец унаследовал оба престола скандинавских государств, став королём Оскаром II.
Карл, как и его старший брат Оскар, получал образование в Уппсальском университете Стокгольма. 10 мая 1882 года стал почётным членом Шведской Королевской академии наук. После получения образования пошёл служить в армию. В 1883 году присутствовал на коронации российского императора Александра III. В своих мемуарах о России принц писал, что его «очень огорчил деспотизм власти и огромная разница в качестве жизни между бедными и богатыми».
В 1894 году Карл стал полковником, в 1897 году получил чин генерал-майора. В 1898 году молодого принца изобразил на своём портрете шведский живописец Андерс Цорн. Из-за голубого цвета его мундира, Карла называли «Голубой принц». Впоследствии принц стал инспектором кавалерии и дослужился до звания генерала армии.

### Семья

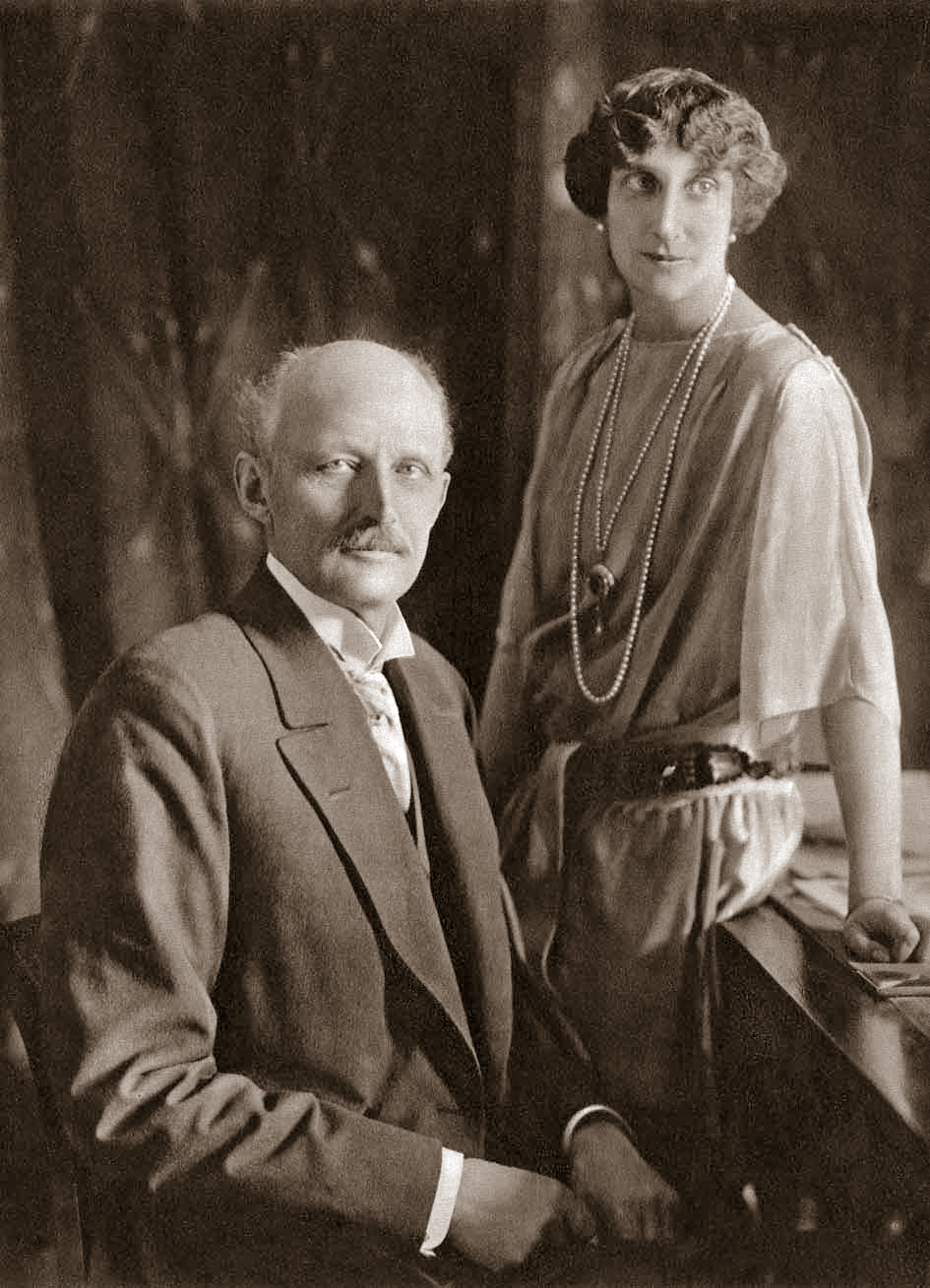
Карл и Ингеборга в 1926 году.

В мае 1897 года Карл, которому тогда было уже 36 лет, обручился с 19-летней датской принцессой Ингеборгой, дочерью короля Фредерика VIII и двоюродной сестрой Николая II и Георга V. Свадьба состоялась 27 августа 1897 года в Копенгагене. Свой медовый месяц молодые супруги провели в путешествии по Германии. Брак Ингеборги и Карла был очень популярным в народе. Сам Карл, на золотую годовщину их свадьбы сказал, что брак был полностью организован их родителями, а Ингеборга добавила, что выходила замуж за абсолютно незнакомого человека. В Швеции принц Карл был любим народом за юмор, спокойный и весёлый нрав.
В счастливом браке родилось три дочери и сын:
- принцесса Маргарита София Ловиса Ингеборга (1899—1977) — супруга принца Акселя Датского, имели двоих сыновей;
- принцесса Марта София Ловиса Дагмар Тира (1901—1954) — супруга кронпринца Улафа Норвежского, имела двух дочерей и сына;
- принцесса Астрид София Ловиса Тюра (1905—1935) — супруга короля Леопольда III, королева Бельгии, имела двух сыновей и дочь, погибла в автокатастрофе;
- принц Карл Густав Оскар Фредерик Кристиан (1911—2003) — вступал в брак трижды, имел дочь от первого брака, от бельгийского короля получил титул принца Бернадот.

### Последующая жизнь

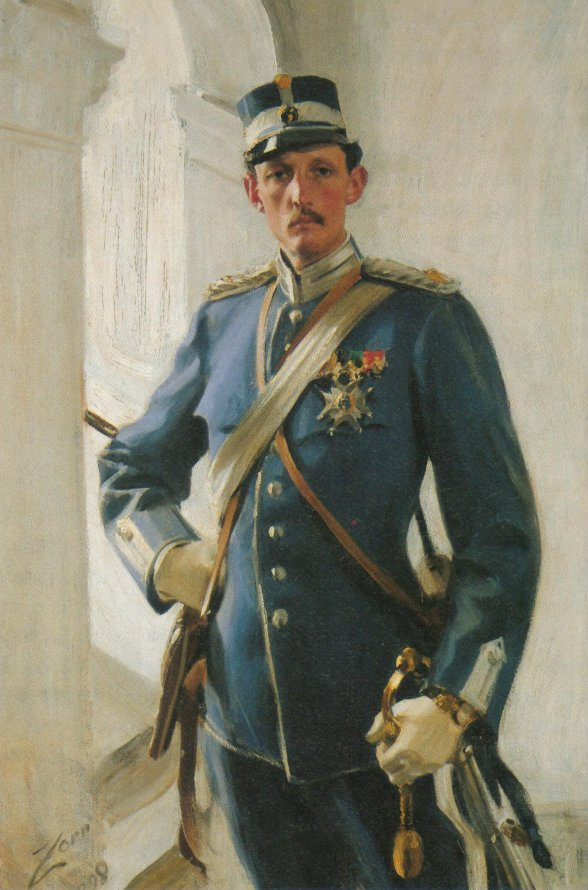
Портрет Карла кисти Андерса Цорна, 1898 год.

Все дети королевской четы воспитывались дома в семейной обстановке. Семья Карла в скором времени стала известна в народе как «счастливая». В 1899—1908 годах они проживали на вилле Паркудден на острове Дьюргарден в центре Стокгольма. После проживали на вилле Бистрём, построенной в римском стиле, которую Карл приобрёл в 1905 году после смерти предыдущего владельца, известного ювелира Кристиана Хаммера. Вилла находилась на том же острове и была построена в середине XIX века. Для обустройства нового дома принц Карл нанял архитектора Фердинанда Боберга, который значительно расширил дом, увеличил высоту потолков, однако многие детали интерьера были сохранены в неприкосновенности. В этом доме супруги проживали до 1922 года.
В 1902 году супруги побывали в Вестергётланде. В 1905 году Карл считался одним из главных претендентов на норвежский престол, но в итоге его унаследовал брат Ингеборги принц Карл, который был коронован королём Норвегии Хоконом VII. С 1906 года принц Карл был председателем Шведского Красного креста, на посту которого оставался до 1945 года. За это время он успел провести большое количество международных гуманитарных операций, оказывал помощь детям и военнопленным во время войн.

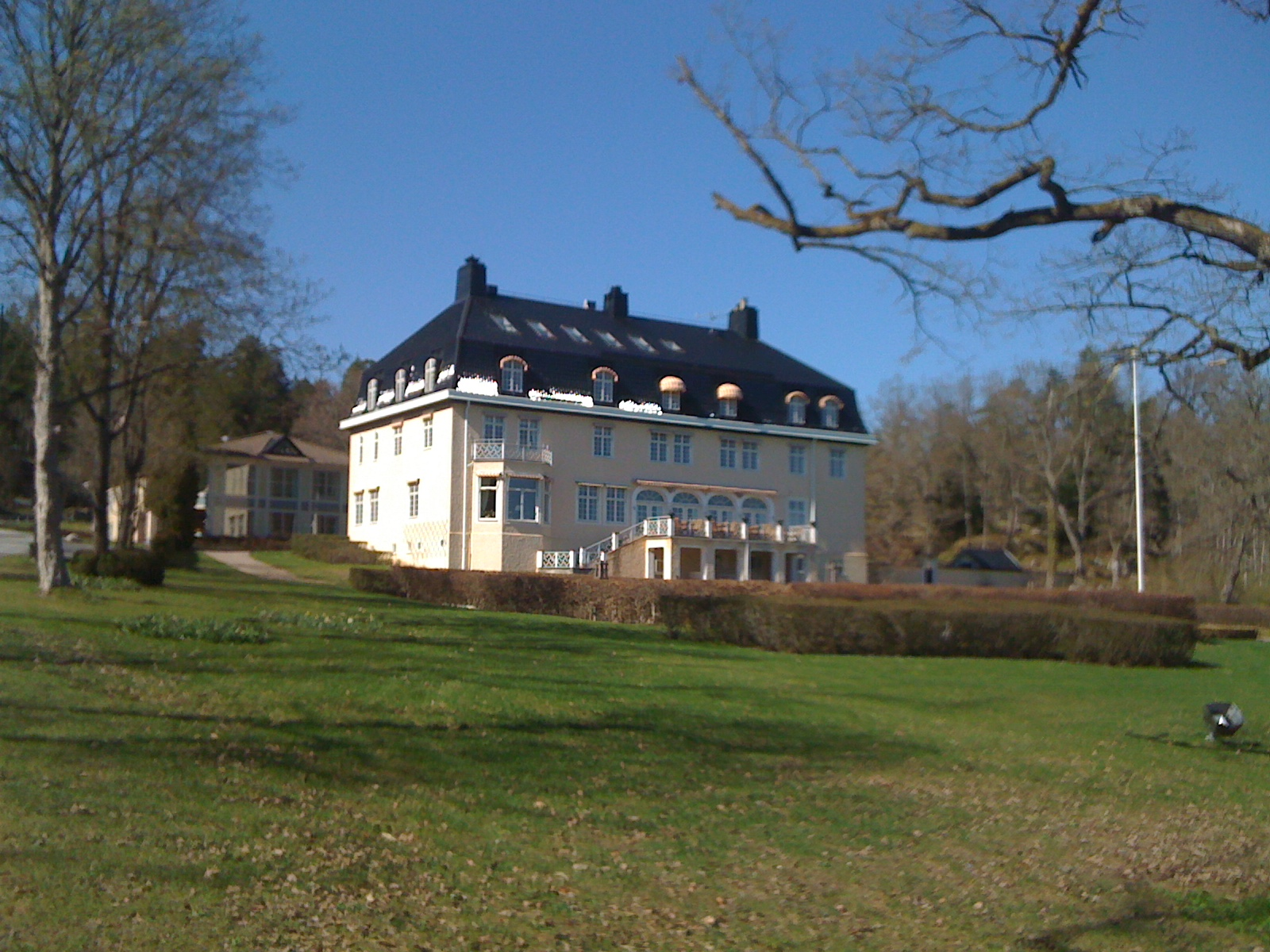
Вилла Фридхен в 2011 году.

В 1907 году его отец Оскар II скончался. Королём стал старший брат Густав V. В следующем году Карл вместе с супругой сопровождали принца Вильгельма, второго сына короля Густава, в Россию, где он женился на Великой княжне Марии Павловне. Церемония состоялась 3 мая 1908 года в Царском селе, а 1 июня молодые прибыли в Стокгольм. В 1909 году супруги купили виллу Фридхен вблизи залива Бравикен. Выбор этого места был обусловлен тем, что принц часто в детстве бывал здесь. Он любил путешествовать, ходить в лес и ездить верхом. Архитектором новой виллы стал тот же Фердинанд Боберг. Дом вышел трёхэтажным с 30 комнатами, выполненный в классическом стиле. Для игр детей были построены отдельные домики в парке. Начиная с 1910 года семья проводила здесь каждое лето.
22 мая 1919 года состоялась свадьба старшей дочери Карла принцессы Маргариты и датского принца Акселя. Через год у Карла родился первый внук, принц Георг Датский и Исландский. В 1922 году из-за экономических трудностей семье пришлось продать виллу Бистрём и поселиться на улице Hovslagargatan, находящейся на полуострове Блазихольмен. По этому поводу он сказал: «Пусть те, кто пришёл в наш любимый дом жить сейчас, будут такими же счастливыми как мы, когда жили там».
В середине 20-х годов дочь Карла принцесса Астрид на одном из придворных балов познакомилась с наследником бельгийского престола принцем Леопольдом, носящим в то время титул герцога Брабантского. В марте 1926 года принц вместе с матерью инкогнито прибыли в Швецию. Молодые люди проводили много времени вместе, чтобы получше узнать друг друга. Вскоре королевский дом объявил об их помолвке. Как говорила мать жениха: «Это брак по любви. Ничего не было организовано. Леопольд и Астрид решили соединить свои судьбы без какого-либо давления или государственных соображений». Гражданская церемония свадьбы состоялась 4 ноября в Стокгольме, религиозная — 10 ноября в Брюсселе.
Два года спустя на Летних Олимпийских играх в Амстердаме состоялась тайная помолвка второй дочери супругов принцессы Марты и наследника норвежского трона кронпринца Улафа, сына короля Хокона VII и Мод, урождённой принцессы Великобританской. Молодые люди приходились друг другу двоюродными братом и сестрой. 21 марта 1929 года в Кафедральном соборе Осло состоялась пышная свадьба Марты и Улафа. В начале 1934 года, после гибели бельгийского короля Альберта I, его сын стал королём Леопольдом III, а Астрид стала Королевой бельгийцев. В августе 1935 года молодая королева погибла в автомобильной катастрофе в Швейцарии, оставив троих детей.
Единственный сын герцога, принц Карл, вёл разгульный образ жизни, любил посещать вечеринки. В 1937 году он получил звание лейтенанта и женился на разведённой графине Эльзе фон Розен. 30 июня того же года он отказался от своего титула и прав на наследование престола. Вместо этого он именовался «господин Бернадот». Но уже 6 июля его зять король Леопольд III даровал ему титул «принца Бернадота».
Карл скончался 20 октября 1951 года в своё доме Hovslagargatan в возрасте 90 лет от сердечной недостаточности. Похоронен на королевском кладбище на территории дворца Хага.